# Chojniak
Chojniak est un village polonais du district administratif d'Ełk, dans le powiat d'Ełk, voïvodie de Varmie-Mazurie, au nord-est du pays.
La population s'élève à environ 310 habitants.